# مرویلیه بوکادی
مرویلیه بوکادی (انگلیسی: Merveille Bokadi؛ زادهٔ ۲۱ مهٔ ۱۹۹۶) بازیکن فوتبال اهل جمهوری دموکراتیک کنگو است.
از باشگاه‌هایی که در آن بازی کرده‌است می‌توان به باشگاه فوتبال تی‌پی مازمبی اشاره کرد.
وی همچنین در تیم‌های ملی فوتبال پایه  و جمهوری کنگو بازی کرده‌است.